# Екстернализација
Екстернализација је тенденција да се непризнати властити, унутрашњи процеси опажају као спољашњи. Тако нпр. страх од унутрашње принуде (строги морални захтеви) се екстернализују и доживљавају као аутодеструктивни, или као оправдани страх од агресије околине. Пројектовање сопствених мисли или вредности о неким аспектима окружења. Код деце је екстернализација део процеса социјализације и процеса разликовања себе од окружења.